# Crassispira oliva
Crassispira oliva é uma espécie de gastrópode do gênero Crassispira, pertencente à família Pseudomelatomidae.